# Felix Joseph von Lipowsky

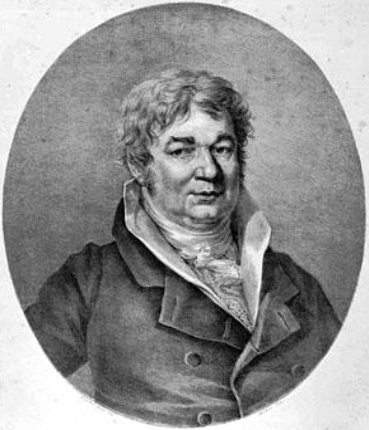
Felix Joseph von Lipowsky

Felix Joseph von Lipowsky (* 25. Januar 1764 in Wiesensteig, damals kurbaierische Exklave; † 21. März 1842 in München) war ein bayerischer Jurist, Historiker und Archivar.

## Leben
Lipowsky entstammte einem böhmischen Adelsgeschlecht, dessen Zweig in Dienste des Winterkönigs getreten war, dann diesen begleitete, schließlich nach Böhmen zurückkehrte und mit Felix Josephs Großvater nach Bayern übersiedelte.
Der Sohn des kurbaierischen Kameralbeamten und Komponisten Thaddäus Ferdinand Lipowsky und Neffe des Anton Johann Lipowsky studierte Rechtswissenschaften in München und trat in baierische Staatsdienste. Während der Napoleonischen Kriege wurde er mit diplomatischen Aufgaben betraut, er war auch zeitweise Stadtkommandant von München. Lipowsky veröffentlichte Anfang des 19. Jahrhunderts mit die ersten biographischen Lexika zur bayerischen Geschichte, so das Baierische Musik-Lexikon und das Baierische Künstler-Lexikon, die eine Fülle von Informationen zur bayerischen Kunst- und Kulturgeschichte bieten. Lipowsky wurde 1819 zum Archivar der bayerischen Ständeversammlung berufen. Er veröffentlichte zwischen 1822 und 1830 eine Sammlung Bayerischer National-Costüme, die eine der Grundlagen für die Entstehung der Trachtenbewegung in Bayern bildete.
Der 1806 gestiftete Militär-Max-Joseph-Orden und der 1808 gestiftete Zivilverdienstorden der Bayerischen Krone, die beiden wichtigsten Verdienstorden des Königreichs Bayern, gingen auf Lipowskys Anregung zurück.
Seit 1799 war Lipowsky ordentliches Mitglied der Bayerischen Akademie der Wissenschaften.

## Grabstätte

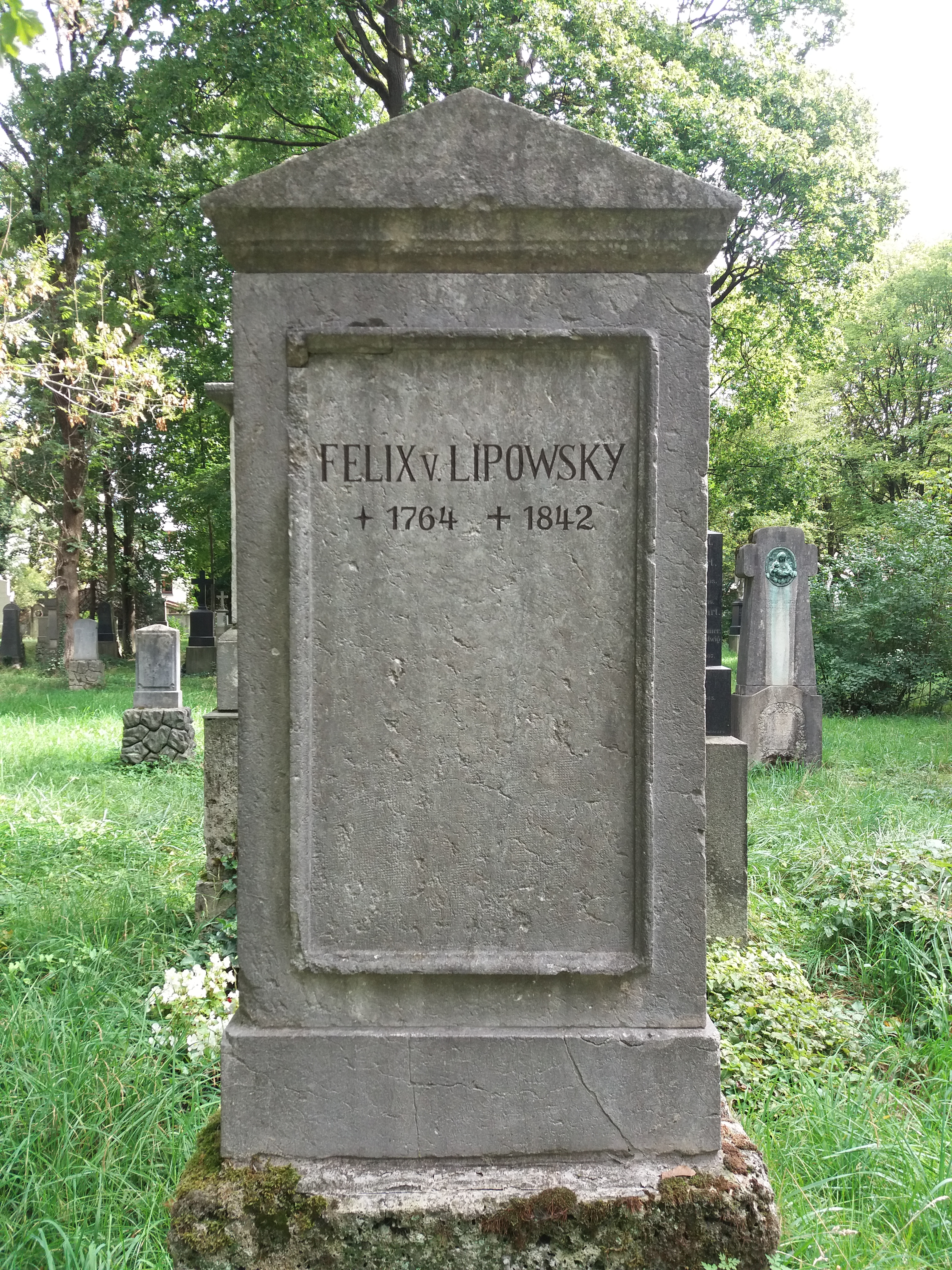
Grabstein Felix Joseph von Lipowsky auf dem Alten Südlichen Friedhof in München

Felix von Lipowsky wurde 78 Jahre alt und starb in München. Die Grabstätte Lipowskys befindet sich auf dem Alten Südlichen Friedhof in München (Gräberfeld 12 – Reihe 13 – Platz 27) Standort. Sein Sohn Wilhelm hatte ebendort (Gräberfeld 9 – Reihe 2 – Platz 3/4) Familiengrab gestiftet, in dem er, seine Witwe Katharina, deren Sohn Felix Friedrich Ritter von Lipowsky, die Schwiegertochter Ernestine von Lipowsky, geb. Eder und zwei Söhne der Letztgenannten, Felix und Hans Lipowsky, beigesetzt wurden.

## Familie
Sein Großvater war Wenzel Lipowsky, gräflich tattenbachscher Administrator der Herrschaft St. Martin im Innviertel. Die Mutter war Maria Anna Nepomucena geb. von Ulrich. Er heiratete 1792 Franziska Crux (1770–1839), die Tochter des Schauspielers Anton Crux in Metz.
Als Felix Joseph 1842 starb, lebte nur noch seine Tochter Xaveria, St. Anna-Ordensdame, und seine verwitwete Schwiegertochter Katharina, die Ehefrau seines 1837 verstorbenen Sohnes Wilhelm Eduard Lipowsky, sowie fünf aus dieser Ehe hervorgegangene Kinder, die Felix Josephs Enkelkinder waren. Eines davon war der spätere Regierungspräsident von Niederbayern, Felix Friedrich von Lipowsky.
Felix Joseph von Lipowsky wurde auf dem Münchner Alten Südfriedhof beigesetzt, wo heute noch sein Grab erhalten ist. Sein Sohn Wilhelm hatte ebendort ein ebenfalls erhaltenes Familiengrab gestiftet, in dem er, seine Witwe Katharina, der Sohn Felix Friedrich Ritter von Lipowsky, die Schwiegertochter Ernestine von Lipowsky, geb. Eder und zwei Söhne der Letztgenannten, Felix und Hans Lipowsky, beigesetzt wurden.

## Namensgeber für Straße
Nach Felix Lipowsky wurde 1876 in München im Stadtteil Untersendling (Stadtbezirk 6 - Sendling) die Lipowskystraße benannt Standort.

## Publikationen Lipowskys
- Agnes Bernauerinn historisch geschildert. Lentner, München 1801; urn:nbn:de:bvb:12-bsb10376117-6.
- Baierisches Künstler-Lexikon. Erster Band urn:nbn:de:bvb:12-bsb00000273-8, Zweiter Band urn:nbn:de:bvb:12-bsb00000274-3. E. Fleischmann, München 1810 ff.
- Baierisches Musik-Lexikon. J. Giel, München 1811 Digitalisat in der Google-Buchsuche.
- Urgeschichten von München. 11 Bände. Storno, München 1814–1815.
- National-Costueme des Koenigreiches Bayern. Hermann & Barth, München 1823–1830.
Nachdruck: Mit einem Geleitwort hrsg. von Paul Ernst Rattelmüller. Süddeutscher Verlag, 1971
- Geschichte der Schulen in Baiern. Jakob Giel, München 1825; urn:nbn:de:bvb:12-bsb10376136-1.